# 広絵美沙
広絵 美沙（ひろえ みさ、1969年2月28日 - ）は、日本の元AV女優。
東京都出身。身長：158cm。スリーサイズ：B83・W59・H85。血液型：B型。

## 活動
- 1988年にデビューした。

## 人物
- 趣味：エアロビックス
- 特技：英会話

## 作品
- ミステリアス（1988年、コロナ社）
- ミステリアス2（1988年、コロナ社）
- レジェンド微笑伝説（1988年、コロナ社）
- フラストレーション（1988年、コロナ社）
- ファイナル 窮極の情事（1988年、コロナ社）
- 咥えぼくろ（1989年、VIP）
- 満姦全食（1989年、VIP）
- 美沙のナイショ話（1989年、パピオン）
- 裸でKISS　ME（1992年、アイダス）